# Університет Бейхан
Університет Бейхан, раніше відомий як Пекінський університет аеронавтики та астронавтики (англ. Beijing University of Aeronautics and Astronautics), скорочено BUAA або Beihang, національний державний дослідницький університет, розташований у Пекіні, Китай, який спеціалізується на інженерії, технологіях і твердих науках.
Міністерство освіти Китаю визнало університет Бейханг видатним ключовим університетом (буквально «першокласним університетом» типу A). Це один із ключових університетів Китаю, який субсидується Планом подвійного університету першого класу, проектом 985 та проектом 211. Компанія Beihang була заснована 25 жовтня 1952 року на площі понад 100 гектарів.
Разом з Університетом Цінхуа, Пекінським університетом, Пекінським технологічним інститутом та Університетом Китайської академії наук, він широко вважається одним із найкращих інженерних університетів Пекіна з акцентом на аеронавігаційну та астронавтичну інженерію, але також охоплює різноманітні галузі природничих наук, високих технологій, економіки, менеджменту, гуманітарних наук, права, філософії, іноземних мов та освіти.

## Історія
Бейхан було створено в 1952 році в результаті злиття аеронавігаційних факультетів Університету Цінхуа, Університету Пейян, Університету Сямень, Університету Сичуань, Університету Юньнань, Північно-Західного інженерного коледжу, Університету Північного Китаю та Південно-Західного аеронавігаційного інституту.
Зустріч, на якій було оголошено про заснування Пекінського інституту аеронавтики (BIA), відбулася в аудиторії Пекінського технологічного інституту 25 жовтня 1952 року. На початку існування університету більшість викладачів і студентів жили в кампусах Цінхуа. Університет і Пекінський технологічний інститут, але в травні 1953 року переїхали в село БайЯньЧжуан в районі Хайдянь. Будівництво почалося 1 червня 1953 року. Протягом шести місяців було завершено понад 60 000 м2 будівель. До жовтня 1953 року студенти та викладачі переїхали до нового кампусу та почали свою щоденну роботу та навчання. Спочатку існувало дві кафедри з чотирма спеціальностями: проектування літаків і технології літаків на кафедрі літакобудування та конструювання двигунів і технології двигунів на кафедрі двигунобудування літаків.